# Duchobory
Quello dei Duchobory (in russo духоборы?, lottatori dello spirito) fu un movimento nato in Russia nel XVIII secolo come protesta nei confronti della Chiesa cristiana ortodossa.

## Storia
I Duchobory contestavano l'elaborata gerarchia e i complessi rituali della Chiesa ortodossa; contestavano inoltre la sacralità della Bibbia (ritenuta falsa in quanto documento scritto e quindi necessariamente mistificato) e l'adorazione di immagini sacre considerata idolatria. Propugnavano invece l'uguaglianza di tutti gli uomini, l'assoluto divieto di uccidere un altro uomo (ciascuno è un'emanazione di Dio e in quanto tale va rispettato) e rituali semplici, vale a dire una religiosità più spirituale e un atteggiamento assolutamente pacifista.

### Repressione ed evoluzione del movimento
Questo atteggiamento anticlericale e pacifista portò loro l'ostilità della chiesa ortodossa e - dal momento che il loro ideale pacifista era ritenuto politicamente pericoloso - la repressione da parte del governo zarista, che li costrinse all'inizio del XIX secolo al confino nell'estrema periferia dell'impero russo, dove furono talvolta anche imprigionati, come avvenne presso la fortezza di Bendery. Durante la fine del XIX secolo emerse Pёtr Verigin che, grazie al suo particolare carisma, assunse un ruolo di primo piano all'interno della comunità. Nel frattempo, dopo varie vicende, la repressione russa nei confronti di Verigin e dei Duchobory - che, nel frattempo, dopo un incontro con Lev Tolstoj avevano abbracciato anche il vegetarianesimo e l'astensione da alcol e tabacco - si accentuò, e furono costretti nel 1902 ad emigrare in Canada.

### In Canada
In Canada i Duchobory iniziarono ben presto ad avere problemi col governo principalmente perché rifiutavano di registrare le loro terre come possedimenti individuali (dato che i Duchobory consideravano la terra come un bene della comunità e non ammettevano la proprietà privata) e perché non accettavano di mandare i loro figli nelle scuole canadesi dal momento che ritenevano che lì si trasmettessero valori e insegnamenti immorali, prima fra tutti la preparazione al servizio militare. Inoltre i Duchobory, pur vivendo all'insegna dei loro ideali una vita di lavoro e pace, erano comunque un'enclave "socialista" in un contesto a economia capitalista: avevano necessità quindi per sopravvivere di dotarsi di tecnologie all'avanguardia e di una studiata strategia per fare affari.
Questo loro costruire un'attività economica di successo utilizzando moderne tecnologie creò delle divisioni all'interno della comunità: una piccola parte di essa - i fridomiti - si opponeva alla figura di Verigin e si dichiarava contraria ad ogni forma di modernità e spesso utilizzava il nudismo come forma di protesta (cosa che ovviamente creava ancora maggiori problemi con le autorità canadesi).
La figura di Verigin diventava sempre più carismatica, e tendeva a mostrarlo come una sorta di "messia". Dal momento che il numero dei Duchobory continuava ad aumentare e si imponeva la necessità di nuova terra, egli fondò poi un'altra comunità in Columbia Britannica. Il fatto di doversi dividere fisicamente tra due comunità distanti gli provocò qualche difficoltà: si vide costretto a permettere l'ascesa di alcuni responsabili locali che potessero prendere decisioni in sua assenza, delegando quindi in una certa misura il suo potere.
Intanto, intorno al 1910, si intensificò in Canada un atteggiamento patriottico che portava a mal tollerare quelle comunità che non si integravano e che continuavano ad avere propri costumi e peculiarità. D'altra parte, continuarono le rimostranze dei fridomiti e i conflitti sull'educazione e sulla registrazione delle terre come possedimenti individuali. Venne inoltre ipotizzato un ritorno in Russia di tutti i Duchobory dopo il 1917, ossia dopo la rivoluzione bolscevica e la conseguente caduta del regime zarista che li aveva perseguitati, ma ben presto questa ipotesi fu abbandonata perché - pur con la coincidenza nella visione comunitaria della società e nel rifiuto della proprietà privata - l'assoluto pacifismo dei Duchobory era in stridente contrasto con la visione dei leader sovietici.
Verigin morì misteriosamente nel 1924 nell'esplosione di un treno della Kettle Valley Line.